# Лонвилье (Па-де-Кале)
Лонвилье (фр. Longvilliers) — коммуна во Франции, входит в регион О-де-Франс, департамент Па-де-Кале, округ Монтрёй, кантон Этапль.

## География
Расположена в 9 км по автодорогам к северо-востоку от города Этапль и в 10,5 км по автодорогам к северу от города Монтрёй. Граничит с коммунами Кормон, Берньель, Энксан, Рек-сюр-Курс, Брексан-Энок, Маревиль, Тюберсан и Франк. Состоит из основной части застройки с примыкающей деревней Татвиль (Tateville) в западной части коммуны, а также фермы Лонгеруа в центральной части коммуны и двух ферм в юго-восточной её части.

## История

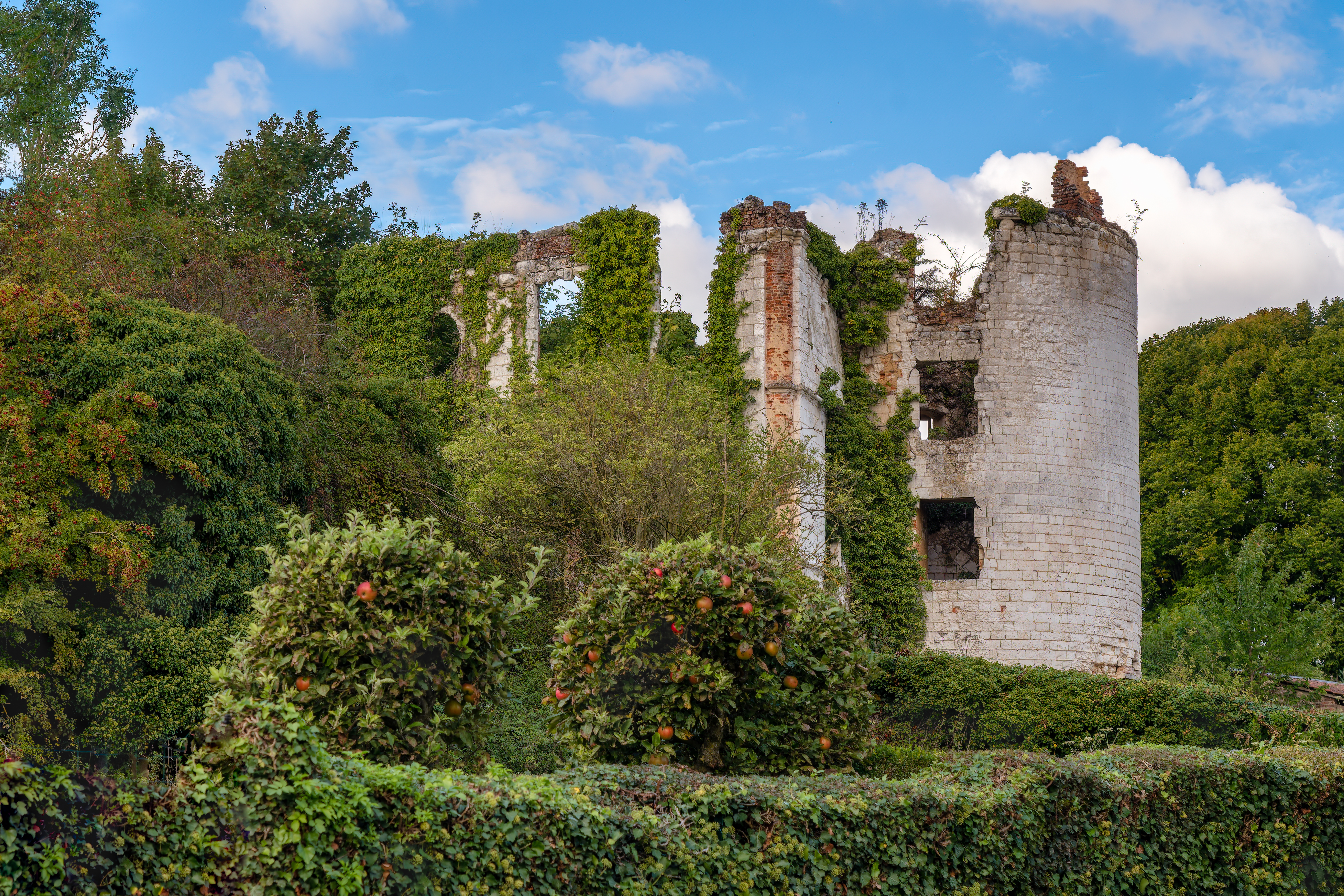
Развалины замка

- В 987 году деревня стала одним из четырёх кастеляний[фр.] графства Булонь.
- В 1049 году граф Булони Евстахий II начал строительство замка (начата реставрация около 1750 года, в 1900 году сгорел).
- В 1135 году королева Матильда основала аббатство монахов-савиньянцев, в 1147 году ставшее цистерцианским. Закрыто в 1791 году во время Французской революции.
- В 1160 году деревня упоминается в форме Longum Villare (с лат. — «длинное поместье»).

- С 1793 по 1801 годы коммуна входила в состав кантона Этапль района Булонь департамента Па-де-Кале. С 1801 года коммуна входит в состав кантона Этапль округа Монтрёй. До 1997 года коммуна имела две формы написания — Longvillers и Longvilliers[1]; 25 декабря 1997 года была зафиксирована форма Longvilliers как единственно правильная.

По переписи 1861 года в коммуне проживало 453 человека (231 мужчина, 222 женщины) в 111 домохозяйствах в 108 жилых домах, также было четыре пустующих и один строящийся дом. Из 112 жилых домов 10 были двухэтажными, остальные — одноэтажными. По числу членов семей было 12 одиночек, 17 домохозяйств из двух членов, 19 — из трёх, 23 — из четырёх, 12 — из пяти членов, 14 — из шести, 14 — из семи и более членов. Все, кроме одного, были гражданами Франции (один мужчина — гражданин Бельгии), также все были католиками. Из 231 мужчины было 136 холостых, 81 женатый и 14 вдовцов, из 222 женщин — 113 холостых, 86 замужних и 23 вдовы.
По профессии было:
- в сельскохозяйственном секторе: 8 собственников, обрабатывающих свои земли, с 6 членами семьи, 3 прислуживающими и 12 работниками, 4 арендатора с 5 членами семьи, 2 прислуживающими и 14 работниками, 72 подёнщика со 128 членами семьи, 2 лесоруба или угольщика с 5 членами семьи, 1 землемер с 3 членами семьи, 3 человека других сельскохозяйственных профессий с 11 членами семьи (всего 279 человек);
- в сфере промышленности и ремёсел: 1 бондарь с 3 членами семьи, 3 плотника с 11 членами семьи, 1 портной с 3 членами семьи, 3 швеи с 9 членами семьи, 1 сапожник с 8 членами семьи, 3 мельника с 17 членами семьи, 2 пекаря с 9 членами семьи, 3 работника общепита с 12 членами семьи, 3 каретника с 9 членами семьи и 3 дорожных рабочих с 5 членами семьи (всего 109 человек);
- в сфере торговли: 2 бакалейщика с 7 членами семьи и 2 торговца свежими товарами с 5 членами семьи (всего 16 человек);
- люди свободных профессий: 1 охранник с 5 членами семьи и 8 других (всего 14 человек);
- клир: 1 священнослужитель с 1 членом семьи (всего 2 человека);
- другие: 8 рантье, 2 пенсионера, 16 детей в детском доме, 5 прислуживающих без постоянного места, 2 нищих (всего 33 человека).

| Мужчин | Возраст | Женщин |
| ------ | ------- | ------ |
| 0      | 90—94   | 1      |
| 0      | 85—89   | 0      |
| 1      | 80—84   | 1      |
| 2      | 75—79   | 6      |
| 1      | 70—74   | 5      |
| 7      | 65—69   | 7      |
| 7      | 60—64   | 12     |
| 11     | 55—59   | 6      |
| 6      | 50—54   | 10     |
| 16     | 45—49   | 15     |
| 16     | 40—44   | 12     |
| 14     | 35—39   | 10     |
| 9      | 30—34   | 10     |
| 17     | 25—29   | 13     |
| 13     | 20—24   | 17     |
| 15     | 15—19   | 14     |
| 29     | 10—14   | 18     |
| 27     | 5—9     | 28     |
| 40     | 0—4     | 36     |

По переписи 1891 года 349 жителей коммуны (177 мужчин, 172 женщины) распределялись по профессиям так:
- в сельскохозяйственном секторе: 5 собственников, обрабатывающих свои земли, с 5 работниками и 4 членами семьи, и 5 арендаторов с 74 работниками и 138 членами семьи (всего 231 человек);
- в промышленности и ремёслах: 2 металлообработчика с 7 работниками и 4 членами семьи, 1 кожевник, 3 деревообработчика с 3 работниками и 6 членами семьи, 4 работника по керамике с 8 членами семьи, 3 строительных рабочих с 6 членами семьи, 2 мебельщика с 9 членами семьи и 2 пищевика с 1 работником и 4 членами семьи (всего 65 человек);
- в торговле: 3 работника общепита с 4 членами семьи и 2 торговца разными товарами с 2 членами семьи (всего 11 человек);
- в администрации: 5 государственных служащих с 7 членами семьи и 3 муниципальных служащих с 1 членом семьи (всего 16 человек);
- люди свободных профессий: 2 работника образования с 1 членом семьи (всего 3 человека);
- люди с другими источниками дохода: 6 получающих доход от собственности с 6 членами семьи и 1 прислуживающим (всего 13 человек);
- люди без профессии (1 человек) и дети и другие вне дома (9 человек).

## Достопримечательности и инфраструктура

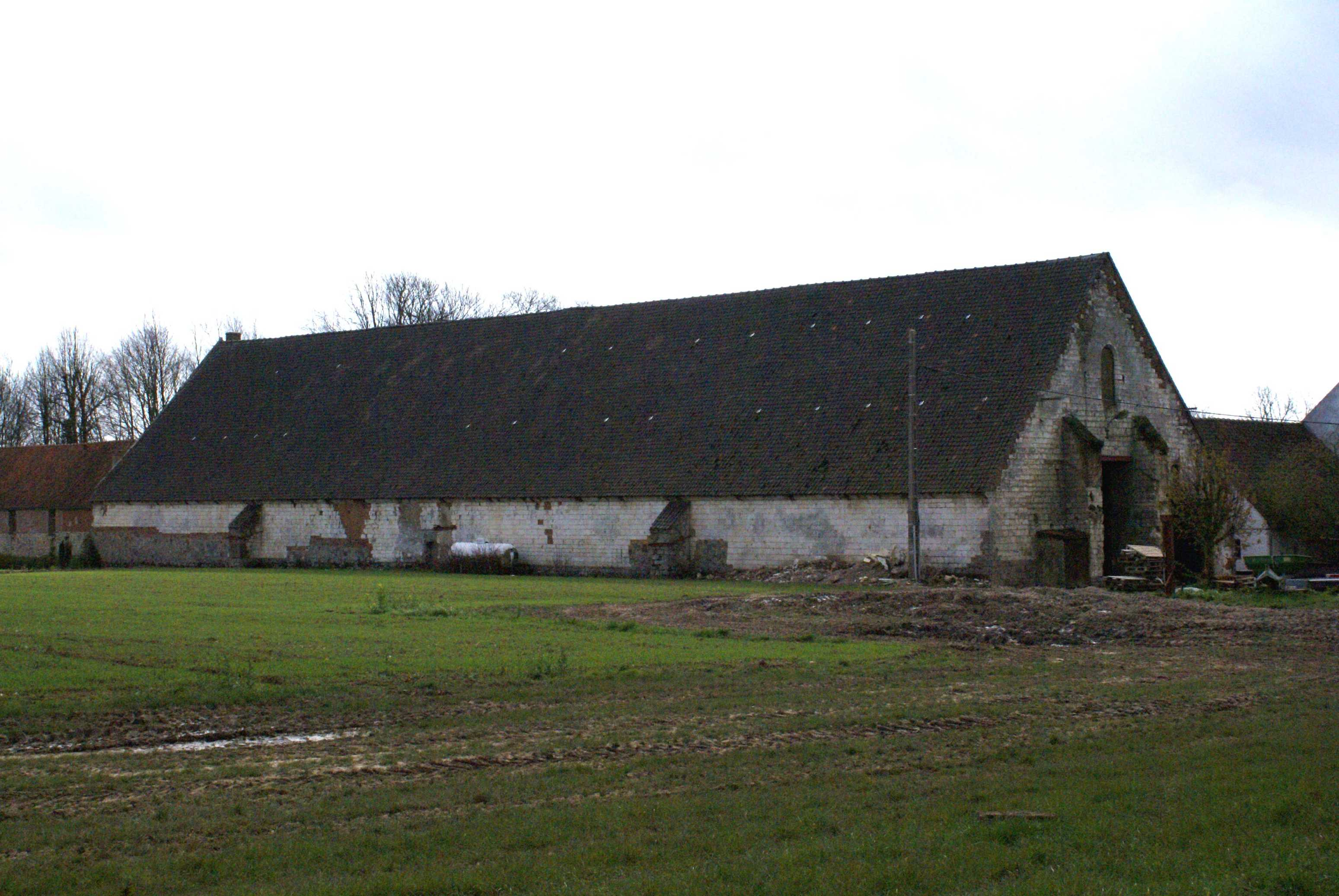
Ферма Лонгеруа

- Католическая церковь святого Николая с кладбищем около неё и памятником павшим в Первой и Второй мировых войнах. Церковь построена в XV—XVI веках, памятник истории с 1932 года, ныне закрыта для посещения;
- Мэрия и детский сад (на 2024 год — 22 воспитанника)[4];
- Ферма Лонгеруа, построенная в XII—XIII веках, оставшаяся от аббатства Лонвилье. Памятник истории с 1991 года.

## Экономика
Средний располагаемый доход на единицу потребления в 2021 году составлял 20410 евро. Уровень безработицы в 2020 году — 7,4 % (в 2014 году — 10,0 %, в 2009 году 8,4 %). Из 166 жителей в возрасте от 15 до 64 лет — 67,5 % работающих, 5,4 % безработных, 9,6 % учащихся, 9,6 % пенсионеров и предпенсионеров и 7,8 % других неактивных.
Из 115 работающих 18 работали в своей коммуне, 97 — в другой. 91,3 % работающих добирались на работу на автомобиле, 4,3 % работали из дома, 3,5 % шли на работу пешком и 0,9 % — на мотоцикле или мопеде.
Структура предприятий (всего 14) и рабочих мест (всего 23) в коммуне по состоянию на конец 2023 года:
- сельское хозяйство — 24,3 %
- промышленность — 2,7 %
- строительство — 13,5 %
- торговля, транспорт и сфера услуг — 27,0 %
- государственные и муниципальные службы — 32,4 %

В этот период в сельском хозяйстве было 4 микропредприятия в сумме с 5 наёмными работниками. В сфере услуг, торговли и транспорта имелось одно учреждение без наёмных работников и 4 — в сумме с 5 наёмными работниками. В сфере государственных и муниципальных служб было 3 учреждения в сумме с 9 наёмными работниками. Также имелось одно предприятие с 4 наёмными работниками в строительстве и одно учреждение без наёмных работников в промышленности. Из коммерческих заведений имелась одна парикмахерская.
В 2020 году в коммуне работало 34 человека. По состоянию на конец 2023 года из 23 наёмных работников 8 работали в административной сфере, 5 занимались растениеводством и животноводством, 4 — специализированными строительными работами, 2 работали в сфере наземного транспорта, 1 — в ремонте автомобилей, 1 в сфере ландшафтного дизайна и домашних услуг, 1 в образовании и 1 в сфере спорта и досуга. Также 16 человек нанимали помощников по домашнему хозяйству и 8 — для воспитания детей. Крупных предприятий в коммуне нет.

## Политика
Пост мэра с 2020 года занимает Филипп Пети (Philippe Petit). В муниципальный совет входит 11 депутатов, включая мэра. В 2020 году они были выбраны в два тура из 15 кандидатов.

## Демография
По переписи 2020 года в коммуне проживало 256 человек (119 мужчин и 137 женщин). 41,4 % из 210 человек в возрасте от 15 лет состояли в браке, 11,0 % — в гражданском партнёрстве и 18,1 % — в сожительстве. Также 19,0 % были одинокими, 7,1 % были вдовыми и 3,3 % — разведёнными.
| Мужчин | Возраст | Женщин |
| ------ | ------- | ------ |
| 0      | 100+    | 0      |
| 0      | 95—99   | 0      |
| 0      | 90—94   | 1      |
| 0      | 85—89   | 4      |
| 3      | 80—84   | 2      |
| 3      | 75—79   | 2      |
| 7      | 70—74   | 4      |
| 4      | 65—69   | 14     |
| 15     | 60—64   | 9      |
| 5      | 55—59   | 7      |
| 7      | 50—54   | 7      |
| 8      | 45—49   | 10     |
| 9      | 40—44   | 4      |
| 7      | 35—39   | 10     |
| 10     | 30—34   | 8      |
| 9      | 25—29   | 10     |
| 7      | 20—24   | 9      |
| 5      | 15—19   | 10     |
| 8      | 10—14   | 7      |
| 4      | 5—9     | 6      |
| 8      | 0—4     | 13     |

С 2014 по 2020 год средний ежегодный прирост населения составлял 0,0 % (естественный прирост 1,0 %, миграционная убыль 1,0 %). Средний уровень рождаемости составлял 16,9 ‰, а уровень смертности — 7,2 ‰.
В коммуне было 136 частных домов, из них 109 основных (первых) домов, 26 запасных и 1 пустующий. На каждый основной дом приходилось в среднем 2,35 человек. Из 109 первых домов 83 находились в собственности, 26 арендовались (из них 8 — как HLM).
Из первых домов 34 были построены до 1919 года, 8 — между 1919 и 1945 годами, 18 — между 1946 и 1970 годами, 18 — между 1971 и 1990 годами, 15 — между 1991 и 2005 годами, 15 между 2006 и 2017 годами. Среднее количество комнат в первых домах — 5,0. 73 первых дома имели отопление, в том числе 19 — электрическое.
Из 109 домохозяйств 97 имели автомобили, в том числе 31 — один автомобиль, 66 — два или более автомобиля.
Количество учащихся составляло 51 человек. Из 193 закончивших обучение 19,2 % не имели образования либо окончили начальную школу, 3,6 % окончили коллеж, 28,0 % имели среднее или среднее профессиональное образование, 22,8 % окончили лицей и 26,4 % имели высшее образование разного уровня.